# Partito Pirata (Svezia)

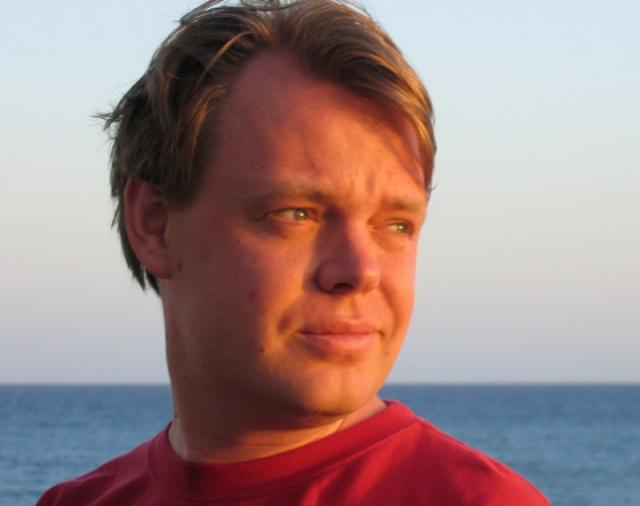
Rickard Falkvinge, Fondatore del Partito Pirata

Il Partito Pirata (svedese: Piratpartiet) è un partito politico svedese nato all'inizio del 2006 per iniziativa di Rickard Falkvinge.
L'intento era quello di presentare un partito, alle elezioni politiche svedesi dello stesso anno, il quale si attivasse per modificare, sia legalmente, sia concettualmente, il copyright e il diritto d'autore in generale. Secondo il partito, infatti, il copyright e, più in generale, il diritto d'autore sono attualmente troppo sbilanciati in favore dello sfruttamento economico a scapito dello sviluppo culturale della società.
Nello stesso anno si sono formati gruppi e partiti, con obiettivi analoghi nel resto d'Europa e negli Stati Uniti. Nel marzo dello stesso anno in Italia si è formato il gruppo denominato Partito Pirata, con lo scopo di proporre e dialogare con il legislatore, invitandolo ad intervenire sugli stessi temi del partito svedese.

## Elezioni svedesi 2006
Alle elezioni svedesi del 2006 il Partito Pirata ha ottenuto lo 0,63% dei voti, non riuscendo quindi a superare la soglia di sbarramento del 4% necessaria per avere rappresentanti in Parlamento, la soglia del 2.5% per avere fondi statali per la campagna delle prossime elezioni e la soglia dell'1% per avere fondi dallo stato per stampare le schede elettorali.

## Elezioni europee del 2009
Nel 2009 una forte popolarità era stata data al partito dal Processo a The Pirate Bay. Nelle elezioni europee di quell'anno il Piratpartiet ha ottenuto il 7,1% dei voti svedesi, riuscendo a conquistare un seggio nel Parlamento Europeo, dei 18 disponibili allora per la Svezia.
L'entrata in vigore del trattato di Lisbona, il 1º dicembre 2009, ha assegnato due nuovi seggi alla Svezia. La delegazione del Partito Pirata è così aumentata a due europarlamentari: Christian Engström e Amelia Andersdotter, la più giovane componente dell'assemblea.

## The Pirate Bay
Nel 2010 il Partito Pirata ha offerto spazio sui propri server, protetti dall'immunità parlamentare, a The Pirate Bay dopo che quest'ultimo era stato bloccato a causa di minacce legali.

## Influenza culturale
Partito Pirata ufficialmente registrato
     Partito Pirata attivo ma non registrato
     In discussione con il PP- Internazionale
     Nessun Partito pirata

Partito Pirata ufficialmente registrato
Partito Pirata attivo ma non registrato
In discussione con il PP- Internazionale
Nessun Partito pirata

Dopo l'esperienza svedese, in molte nazioni sono sorti partiti o associazioni della medesima ispirazione. Sono presenti Partiti Pirata ufficialmente registrati in Austria, Italia, Germania (si veda Partito Pirata (Germania)), Repubblica ceca e Spagna; non registrati ma attivi negli Stati Uniti d'America, Regno Unito, Australia, Francia, Polonia, Russia e Belgio. Ci sono discussioni nel Pirate Parties International sulla fondazione di partiti in Paesi Bassi, Brasile, Canada, Svizzera, Nuova Zelanda, Serbia, Romania, Irlanda ed una lettera di notifica che il partito si sta formando in Perù.

## Sezione giovanile

Logo dei Giovani Pirati

Il Piratpartiet ha una sezione giovanile chiamata Ung Pirat, i Giovani Pirati, fondata nel dicembre del 2006. Attualmente ha 22 000 membri ed è l'organizzazione politica giovanile più grande in Svezia.

## Segretari
- Anna Troberg (2011 - in carica)
- Rickard Falkvinge (2006 - 2010)

## Risultati
| Elezione         | Voti    | %    | Seggi   |
| ---------------- | ------- | ---- | ------- |
| Legislative 2006 | 34.973  | 0,63 | 0 / 349 |
| Europee 2009     | 225.915 | 7,13 | 1 / 18  |
| Legislative 2010 | 41.722  | 0,7  | 0 / 349 |
| Legislative 2014 | 48.316  | 0,8  | 0 / 349 |
| Europee 2014     | 82.763  | 2,23 | 0 / 20  |
| Legislative 2018 | 7.326   | 0,11 | 0 / 349 |
| Europee 2019     | 26.526  | 0,64 | 0 / 20  |